# Giovan Battista Gaulli
Giovan Battista Gaulli detto il Baciccio (Genova, 8 maggio 1639 – Roma, 2 aprile 1709) è stato un pittore italiano.

## Biografia
Formatosi in patria sotto la guida di Luciano Borzone (dove conobbe l'arte di Rubens e Anton van Dyck e dei quali assimilò la pennellata pastosa e libera e la vasta gamma di colori) e stabilitosi a Roma fin dal 1657, dopo aver perso la famiglia a causa della pestilenza scoppiata a Genova, Gaulli entrò presto nell'entourage di Gian Lorenzo Bernini, di cui divenne uno dei più dotati collaboratori, grazie anche ad una buona affinità temperamentale e di gusti. Fu infatti Bernini a raccomandarlo per decorare i pennacchi della cupola di Sant'Agnese in Agone (dal cui cantiere Borromini era appena stato estromesso; 1668 - 1669) e ad introdurlo presso i Gesuiti, facendo sì che ottenesse il compito di decorare la chiesa del Gesù (1674 - 1679), affrescandone la volta, il presbiterio e la cappella di Sant'Ignazio (che proprio in quegli anni veniva rifatta da Andrea Pozzo e ornata di statue da Pierre Legros).
Il ciclo del Gesù, impensabile senza il completamento a stucco del ticinese Ercole Antonio Raggi (ma ultimamente è stata ipotizzata la regia di Bernini per l'intero impianto) è unanimemente considerato il capolavoro del Baciccio, per il vorticoso e vertiginoso moto dei personaggi che traboccano illusionisticamente dalla cornice, creando un unicum tra pittura, scultura, e architettura tipicamente barocco. Il Trionfo del nome di Gesù (questo il tema della decorazione della volta) può essere considerato il vero parallelo pittorico del berniniano Altare della Cattedra, fondale prospettico della basilica di San Pietro. Alla Galleria Spada esiste un bozzetto (m. 1,81x1,12) dell'affresco.

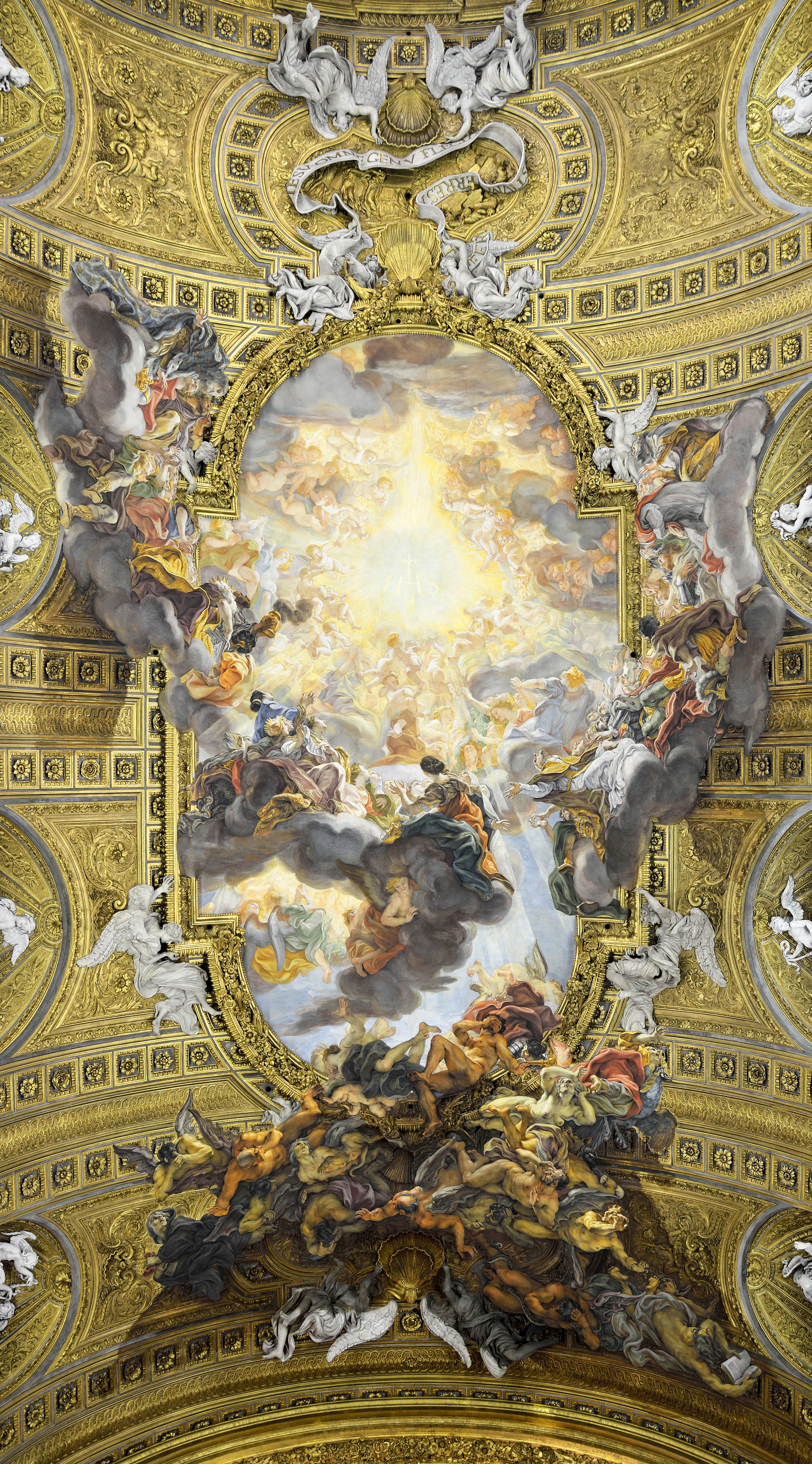
Baciccio, Trionfo del nome di Gesù (Roma, chiesa del Gesù).

Fu sempre Bernini a richiederne l'operato per pale d'altare a Sant'Andrea al Quirinale e a San Francesco a Ripa (dietro alla celebre statua della Beata Ludovica Albertoni). Molti sono infatti i motivi stilistici ripresi direttamente dal grande scultore, in primo luogo il vorticoso movimento barocco che anima vistosamente figure e panneggi, ma anche il trasporto patetico dei personaggi raffigurati. Tra le sue fonti stilistiche non va dimenticato il grande Correggio.
Dopo un breve ritorno in patria, per decorare il palazzo della Repubblica (ma la commissione non ebbe buon esito), il Baciccio rientrò trionfalmente a Roma, dove affrescò la volta della basilica dei Santi Apostoli con il Trionfo dell'ordine francescano (1707), fortemente ispirato (per la prospettiva di sottinsù) alla Ascensione di Cristo di Melozzo da Forlì, allora visibile nella stessa chiesa, e diede inizio ad una serie di cartoni per i mosaici della cappella battesimale della basilica di San Pietro (dopo la morte fu sostituito da Francesco Trevisani).
Gaulli fu anche ritrattista di ottima qualità: fra i suoi effigiati ci sono Clemente IX, Clemente X, i cardinali Alfonso Litta e Giambattista Spinola, l'abate Giuseppe Renato Imperiali, Gian Lorenzo Bernini. Altre opere sue sono presenti a San Rocco in Augusteo  (Madonna con Bambino e i santi Rocco e Antonio abate, del 1660 circa) a Santa Marta, Santa Maria in Campitelli, Santa Maria Maddalena, Palazzo Chigi, a Genova a Fermo e ad Ascoli Piceno (Conversione di san Paolo, Morte di san Francesco Saverio).
La fama del Gaulli nell'ambito romano dell'epoca lo portò alla prestigiosa nomina di principe dell'Accademia di San Luca nel 1674. Contraltare della vorticosa e berniniana pittura di Gaulli fu quella, più eclettica e composta, di Carlo Maratta, che alla fine risultò la linea dominante di tutta l'arte romana del XVIII secolo.

## Dipinti
- Ajaccio, Museo Fesch: Il sogno di Giuseppe; Giuseppe riconosciuto dai suoi fratelli; Apoteosi di San Pietro; La continenza di Scipione.
- Ariccia, Palazzo Chigi: Il Beato Giovanni Chigi; Ritratto di Clemente IX; Ritratto del cardinale Sigismondo Chigi; Il Sangue di Cristo; Sant'Andrea con la croce.
- Ascoli Piceno, Museo Diocesano: Transito di San Francesco Saverio.
- Atlanta, The High Museum of Art: Sacrificio di Isacco; Ringraziamento di Noè.
- Cambridge, Fitzwilliam Museum: Le tre Marie al sepolcro.
- Edimburgo, National Gallery of Scotland: Ritratto di Gian Lorenzo Bernini.
- Fermo, Chiesa del Carmine: Natività.
- Ferrara, Collezione Rina Cavallini: Ritratto del cardinale Giulio Spinola, olio su rame.
- Firenze, Uffizi: Autoritratto, olio su rame; Ritratto del cardinale Leopoldo de' Medici.
- Imperia, Santuario di Monte Calvario: Sant'Antonio da Padova
- Lanuvio, Collegiata di Santa Maria Maggiore - cappella del Sacramento: Calvario, 1675-76.
- Londra, National Gallery: Ritratto del cardinale Marco Galli.
- Los Angeles, J. Paul Getty Museum: Santa Francesca Romana, olio su rame.
- Manchester, City Art Gallery: San Giovanni Battista.
- Milano, Museo Poldi Pezzoli: La Verità scoperta dal Tempo e la Falsità.
- Minneapolis, Institute of Arts: Diana cacciatrice.
- Oberlin, Museum of Art: Morte di Adone, olio su rame.
- Parigi, Louvre: Predica del Battista; Santa Gertrude riceve la comunione da Cristo.
- Pasadena, Norton Simon Museum: San Giuseppe e Gesù Bambino, olio su tela.

- Roma:

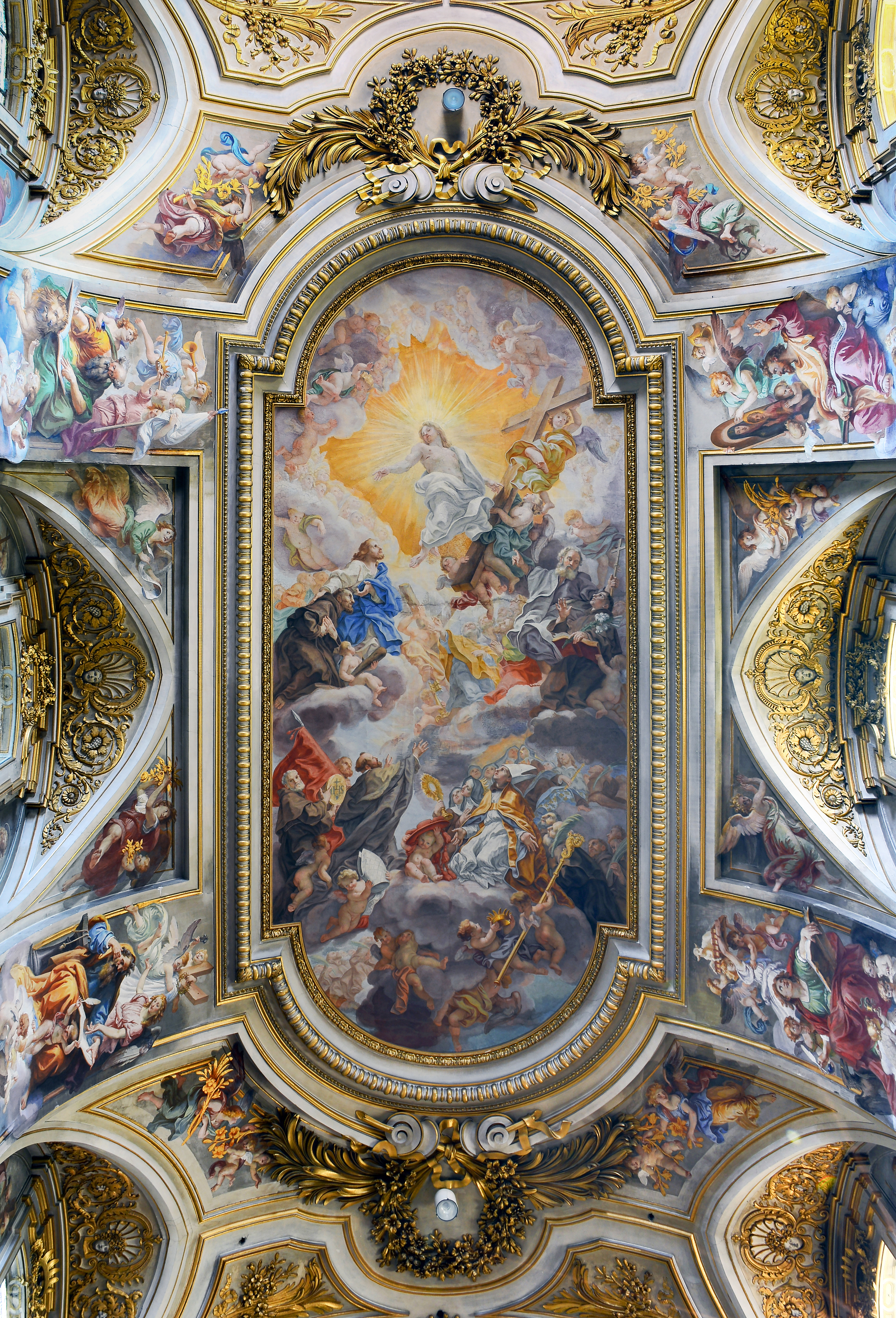
Trionfo dell'Ordine francescano (Roma, Santi Apostoli)

  - basilica dei Santi XII Apostoli, affresco sulla volta con il Trionfo dell'Ordine Francescano, 1707.
  - chiesa del Gesù, affresco col Trionfo del Nome di Gesù, nella volta e disegno della cornice dorata, 1685.
  - chiesa di San Francesco a Ripa, Cappella Paluzzi Albertoni: Madonna col Bambino e sant'Anna, olio.
  - chiesa di San Nicola da Tolentino, altare nel transetto destro: San Giovanni Battista.
  - chiesa di San Rocco, sagrestia: San Rocco, Sant'Antonio Abate e gli appestati, 1665.
  - chiesa di Sant'Agnese in Agone, cupola, Decorazione dei pennacchi con le Virtù cardinali, 1666-1672.
  - chiesa di Sant'Andrea al Quirinale, prima cappella a destra: Morte di San Francesco Saverio e tele laterali.
  - chiesa di Santa Maria in Campitelli: Natività di Giovanni Battista, tela, nella crociera sinistra.
  - chiesa di Santa Maria in Montesanto, decorazione del locale attiguo alla sagrestia.
  - chiesa di Santa Maria Sopra Minerva, Cappella Altieri: Gloria della Santissima Trinità, olio; Cappella Caffarelli: San Luigi Bertrando, olio.
  - chiesa di Santa Margherita in Trastevere: Immacolata Concezione tra i santi Francesco e Chiara, olio su tela.
  - chiesa di Santa Maria Maddalena, terza cappella a sinistra: Cristo e la Vergine appaiono a San Nicola di Bari, tela, 1698.
  - Galleria Corsini: Riposo durante la fuga in Egitto.
  - Galleria dell'Accademia di San Luca: Ritratto di Clemente XI; Madonna con Bambino; Natività del Battista.
  - Galleria Nazionale d'Arte Antica di Palazzo Barberini: Pietà; Apoteosi di sant'Ignazio.
  - Galleria Pallavicini: Ritratto di Clemente IX.
  - Galleria Spada: Cristo e la Samaritana; Trionfo del nome di Gesù.
  - Museo di Roma: Ritratto del cardinale Ginnetti.
  - Palazzo Chigi, affresco con Endimione dormiente nel Salone d'Oro.
- Città del Vaticano, Pinacoteca Vaticana: bozzetto per la Morte di san Francesco Saverio, rame, 1675.
- San Francisco, Fine Arts Museum: Adorazione dell'agnello, olio su tela, 1680.
- Worcester, Art Museum: Visione di sant'Ignazio a La Storta, 1684.
- Genova, Palazzo Spinola:[2] Adorazione dei pastori.
- Genova, Quo Vadis? (Collezione Zerbone).
- Genova, Trionfo della Croce - bozzetto dell'affresco della Chiesa dei Santi Apostoli di Roma (Collezione Zerbone).
- Genova, Musei di Strada Nuova, Gesù Bambino Salvatore